# Cantone di Montmirey-le-Château
Il Cantone di Montmirey-le-Château era una divisione amministrativa dell'arrondissement di Dole.
A seguito della riforma approvata con decreto del 17 febbraio 2014, che ha avuto attuazione dopo le elezioni dipartimentali del 2015, è stato soppresso.

## Composizione
Comprendeva i comuni di:
- Brans
- Champagney
- Chevigny
- Dammartin-Marpain
- Frasne-les-Meulières
- Moissey
- Montmirey-la-Ville
- Montmirey-le-Château
- Mutigney
- Offlanges
- Peintre
- Pointre
- Thervay